# Hrabstwo Tehama
Hrabstwo Tehama (ang. Tehama County) – hrabstwo w stanie Kalifornia w Stanach Zjednoczonych. Obszar całkowity hrabstwa obejmuje powierzchnię 2962,27 mil² (7672,24 km²). Według szacunków United States Census Bureau w roku 2009 miało 61 138 mieszkańców.
Hrabstwo powstało w 1856 roku. 
Na jego terenie znajdują się:
- miejscowości – Corning, Red Bluff (siedziba administracyjna), Tehama,
- CDP – Bend, Flournoy, Gerber, Las Flores, Lake California, Los Molinos, Manton, Mineral, Paskenta, Paynes Creek, Proberta, Rancho Tehama Reserve, Richfield, Vina.